# رافاييل مونيو

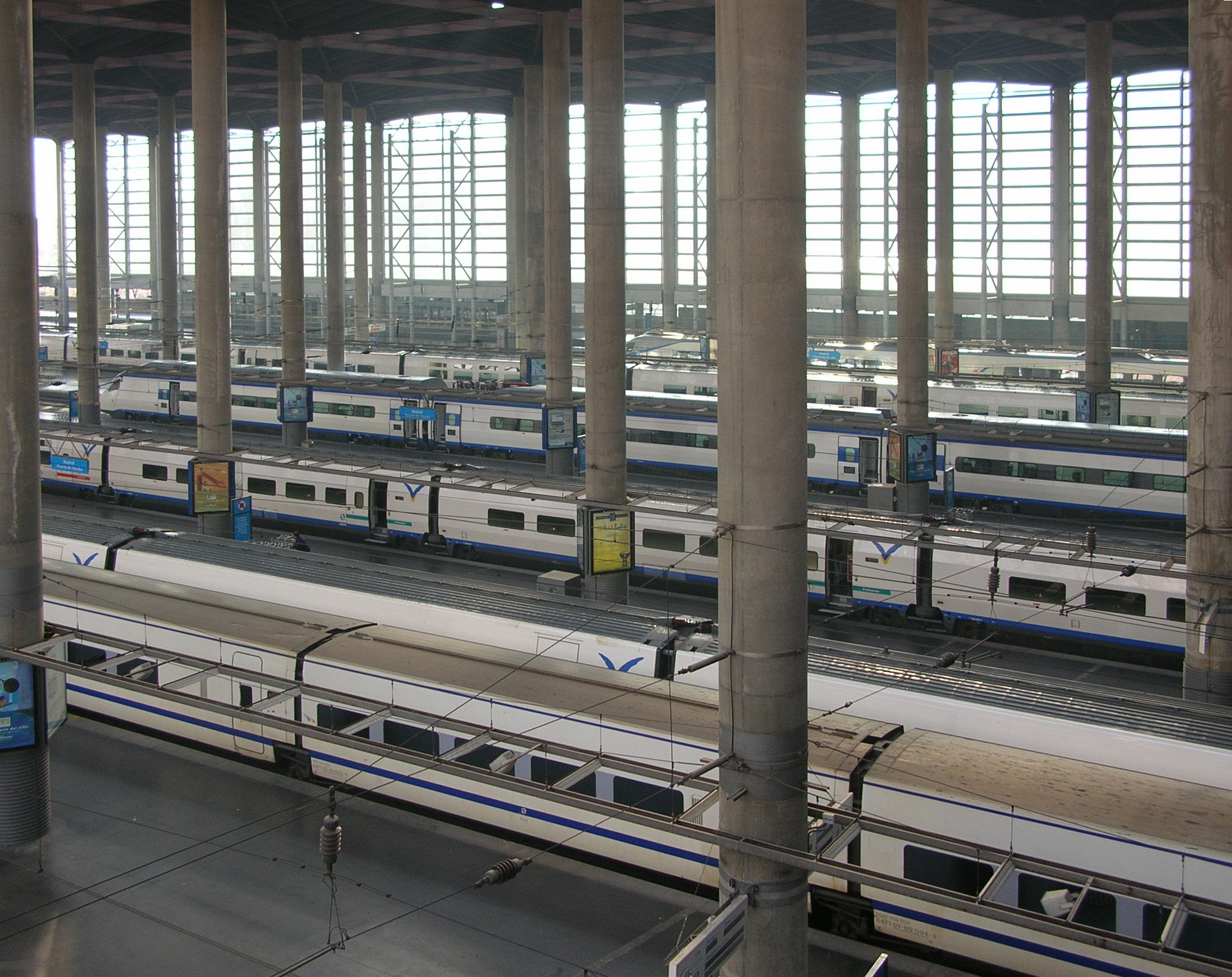
إحدى أعمال رافاييل مونيو.

(بالإنجليزية: Rafael Moneo) من أشهر المعماريين من مواليد 1937 إسبانيا.

## روابط خارجية
- رافاييل مونيو على موقع الموسوعة البريطانية (الإنجليزية)
- رافاييل مونيو على موقع مونزينجر (الألمانية)